# آثار (آلبوم پینک فلوید)
| بررسی انتقادی | بررسی انتقادی |
| منبع          | رتبه‌بندی      |
| ------------- | ------------- |
| آل میوزیک     | [ ۱ ]         |
| رولینگ استون  | [ ۲ ]         |

کار و بار (به انگلیسی: Works) نام یک آلبوم گردآوری‌شده از گروه موسیقی پراگرسیو راک بریتانیایی، پینک فلوید، است که در سال ۱۹۸۳ توسط ناشر سابق گروه،کپیتال رکوردز منتشر شده‌است. از آهنگ‌های مورد توجه در این آلبوم قرار گرفتن آهنگ رویان در لیست اهنگ‌ها است که قرار بود در آلبوم اوماگوما منتشر شود، اما از لیست آن آلبوم خارج شد. همچنین آهنگ‌هایی نظیر اختلال ذهنی و کسوف با تغییرات بسیار جزئی در آلبوم قرار گرفتند.

## لیست آهنگ‌ها
طرف اول
1. «یه روز از این روزها» – ۵:۵۰ (از آلبوم فضولی با کمی تغییر جزئی)
2. «آرنولد لاین» – ۲:۵۲ (تک‌آهنگ، استریو)
3. «نترس» – ۶:۰۸ (از آلبوم فضولی)
4. «اختلال ذهنی» – ۳:۵۰ (از آلبوم نیمه تاریک ماه، میکس جزئی)
5. «کسوف» – ۱:۴۵ (از نیمه تاریک ماه،میکس جزئی)

طرف دوم
1. «دستگاه‌ها را تنظیم کن به سمت قلب خورشید» – ۵:۲۳ (از یک نعلبکی رمز و راز)
2. «نواختن امیلی را ببین» – ۲:۵۴ (تک آهنگ، استریو)
3. گونه‌های زیادی از حیوانات کوچک با هم در یک غار جمع شده بودند... – ۴:۴۷ (از اوماگوما)
4. «چهار آزاد» – ۴:۰۷ (از تیره و تار در پشت ابر)
5. «رویان» – ۴:۳۹ (از آلبوم گردآوری شده هنرمندان مختلف پیکنیک – نفسی از هوایی تازه)

## نمودرا فروش
| سال  | نمودار               | مکان |
| ---- | -------------------- | ---- |
| ۱۹۸۳ | بیلبورد آلبوم‌های پاپ | ۶۸   |

## دست‌اندرکاران
- سید برت - گیتار و خواننده
- راجر واترز - گیتار بیس و خواننده
- دیوید گیلمور - گیتار و خواننده
- ریچارد رایت - کیبورد،پیانو،سینث‌سایزر،خواننده زمینه
- نیک میسن - درام